# رندو د اسگبا
رندو د اسگبا (به اسپانیایی: Renedo de Esgueva) یک شهرستان در اسپانیا است که در استان وایادولید واقع شده‌است.